# Kielosaari (ö i Norra Karelen, Joensuu, lat 62,67, long 29,56)
Kielosaari är en ö i Finland. Den ligger i sjön Pohjalampi och i kommunen Libelits i den ekonomiska regionen  Joensuu ekonomiska region  och landskapet Norra Karelen, i den sydöstra delen av landet, 400 km nordost om huvudstaden Helsingfors. Öns area är 1,7 hektar och dess största längd är 250 meter i nord-sydlig riktning.